# Калцуни
Калцуните са принадлежности за обуване, част от мъжката и женската традиционна носия.
Обуват се върху чорапи или на бос крак за празнични поводи. Те са ушити от аба. Състоят се от ходило и висока горна част, която достига до коленете, наподобяват ботуши. От вътрешната страна, до глезените, са отворени и се закопчават с телени копчета. Най-богато са украсени калцуните на булките, а за по-възрастните се правят от бозава аба, обточени с черни гайтани. С калцуните се носят обувки, а не цървули.